# Per-Åke Theander
Per-Åke Theander, född 19 juli 1955, är en svensk före detta fotbollsspelare, som under åren 1977-1989 gjorde 400 A-lagsmatcher samt 28 mål för sin moderklubb Landskrona BoIS.
Theander spelade fyra säsonger i Allsvenskan 1977-1980, åtta säsonger i näst högsta serien (dåvarande division 1 södra och division 2 södra) samt ett år i division 3 Sydvästra Götaland.
Han började som mittfältare, men blev med tiden en klippa i mittförsvaret. Stundtals kunde Theander, som var lång och gänglig, vara lite nonchalant i sin spelstil. Men samtidigt var han brytsäker, duktig på huvudet och hade ett utmärkt vänsterskott.
Per-Åke Theander är av många ansedd som 1980-talets främste Landskrona BoIS-profil. Ofta hade han glimten i ögat både på och utanför plan.
Förutom Landskrona har Theander även spelat i IK Wormo. Han har dessutom haft tränaruppdrag i nyss nämnda klubb samt i BK Fram och hos Landskrona BoIS' juniorer.
Per-Åkes yngre bror Rolf har också spelat allsvensk fotboll för Landskrona BoIS.

## Meriter
- 72 matcher i Allsvenskan (5 mål).
- Final i Svenska Cupen 1984.
- Serieseger i division 3 Sydvästra Götaland 1985.